# Pachydactylus waterbergensis
Pachydactylus waterbergensis — вид геконоподібних ящірок родини геконових (Gekkonidae). Ендемік Намібії.

## Поширення і екологія
Pachydactylus waterbergensis мешкають в національному парку Ватерберг на півночі центральної Намібії та на прилеглих територіях. Вони живуть в тріщинах серед пісковикових скель і валунів у сухій савані. Зустрічаються на висоті від 1300 до 1400 м над рівнем моря. Ведуть нічний спосіб життя, шукають їжу на поверхні скель.